# Полоз жовтосмугий
Полоз жовтосмугий (Coelognathus flavolineatus) — неотруйна змія з роду Coelognathus родини Вужеві.

## Опис
Загальна довжина коливається від 130 до 180 см. Має стрункий, високий тулуб, невелику витягнуту голову. Великі очі мають золотаво-коричневу райдужку. Черевні кілі добре розвинені. Забарвлення передньої третини тіла коричнево-оливкове, задня частина абсолютно чорна з блакитним відливом. На передній частині тулуба є чіткий малюнок з чорних або білих вічок, чи великих чорних плям, які часто розташовуються парами. Шкіра між щитками має світлі та темні ділянки, що надає забарвленню сітчастий малюнок. З боків шиї тягнуться широкі косі чорні смуги. Більш тонкі й короткі чорні смужки розташовуються позаду очей. Передня частина черева палево-жовта, а задня темно-сіра або чорна.

## Спосіб життя
Полюбляє узлісся тропічних лісів та плантації, де змія може ховатися під купами хмизу або опалим листям. Зустрічається на висоті до 900 м над рівнем моря. Досить потайна змія, рідко трапляється на очі. Активна у світанках. Харчується гризунами, але нерідко в їжу потрапляють птиці, кажани, жаби й ящірки. 
Це яйцекладна змія. Самка відкладає до 5 яєць.

## Розповсюдження
Мешкає у Таїланді, М'янмі, В'єтнамі, Малайзії, Сінгапурі, Індонезії, на Андаманських і Нікобарських островах (Індія). 